# Couvent des Mineurs de Liège
Pour les articles homonymes, voir Couvent des Cordeliers.
 (décembre 2012).
Si vous disposez d'ouvrages ou d'articles de référence ou si vous connaissez des sites web de qualité traitant du thème abordé ici, merci de compléter l'article en donnant les références utiles à sa vérifiabilité et en les liant à la section « Notes et références ».

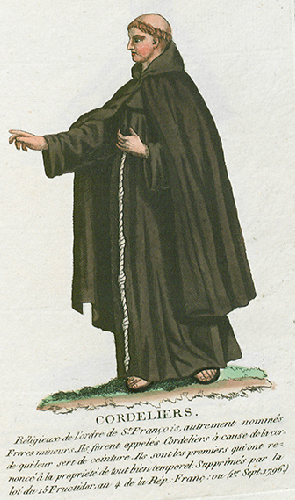
Cordeliers

Le couvent des Mineurs ou couvent des Cordeliers est un couvent en activité entre sa fondation au XIIIe siècle par les franciscains et sa suppression par la Révolution française.
Cet ancien couvent est situé à Liège, dans le centre historique en Hors-Château. Proche des coteaux de la Citadelle, le bâtiment abrite depuis les années 1970 le musée de la Vie wallonne.

## Histoire

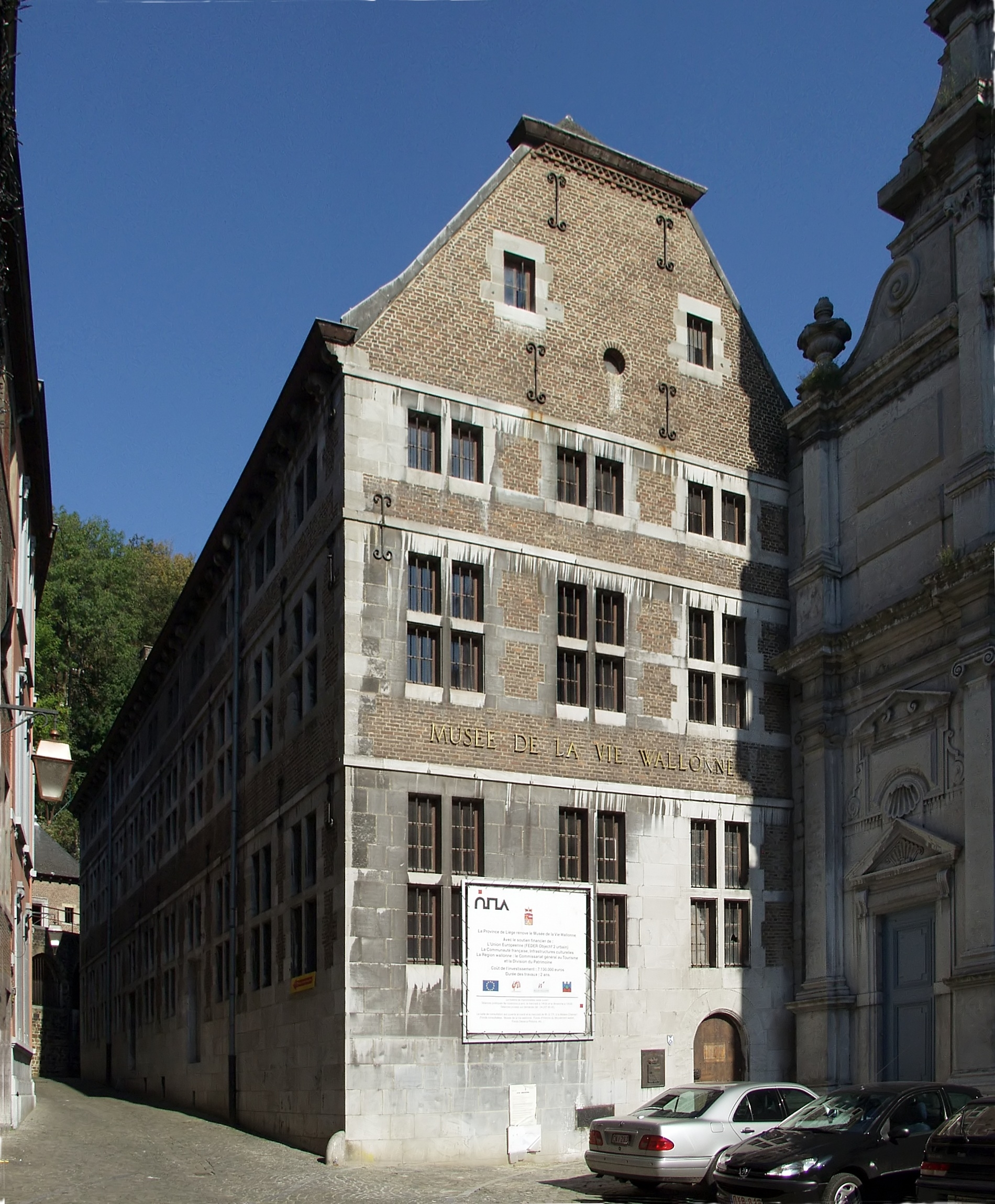
Le couvent vu depuis la rue Hors-Château

### Origine des Cordeliers à Liège
C'est vers l'an 1220 que les Cordeliers s'établissent à Liège. Ils occupèrent d'abord un terrain, voisin de l'église Saint-Jacques, appelé Tresles. Le quartier de l'Île n'était pas alors compris dans l'enceinte de la Cité. Ils y construisirent un monastère et une église qui fut consacrée par le prince-évêque Jean d'Eppes, en 1231.

### Beauretour
Trois ans à peine s'étaient écoulés depuis l'achèvement du couvent, lorsque les flammes le détruisirent en partie en 1234. Grâce aux riches donations du chevalier messire Raoul de l'Isle (Île) et de Gilles Surlet de Hozemont, chanoine de Saint-Lambert, on le restaura promptement, et, peu de temps après, en 1235, il reparut plus beau et plus vaste encore qu'avant la catastrophe qu'il venait d'essuyer. Ce fut pour eux un 'beau-retour' (un bellus-reditus), ce qui donnera au couvent son nom de Beaurepaire, Beauretour ou Beaurepart.
Toutefois leur second séjour au Beaurepart ne fut pas de longue durée, Sébastien de Wez, bourgeois de Liège, donna en 1243 sa maison et dépendances situées en Richonfontaine pour y établir le couvent des Frères mineurs. Ces derniers quittèrent donc la maison de Beaurepart où ils étaient depuis 1231 pour aller s'établir dans leur nouvelle demeure près du Marché.
Ils cèdent leur couvent aux Prémontrés pour se loger définitivement plus près du cœur de la cité en Hors-Château, dans ce qui va devenir la « Cour des Mineurs ».

### Intervention de la ville
D'après un ancien document, la commune de Liège aurait contribué aux dépenses nécessitées par l'établissement des Cordeliers près du Marché, ce qui explique pourquoi les échevins, les maîtres de la cité, Pierre de Xhendremale et Jacques de Saint-Martin, ainsi que plusieurs autres citoyens de Liège, comparurent à l'acte de cession faite à ces religieux par Sébastien Dewez et le ratifièrent. En échange de ces secours pécuniaires, plusieurs servitudes furent imposées à leur couvent. Mais il est fort probable que c'est là l'explication des nombreuses interactions entre les Cordeliers et la bourgeoisie.

« Ils y doibvent fournir lieu de retraite az bourgeoys cheus en quelque homicide, tant que leur allégeance et descharge soient faites, pour estre affranchis de la poursuitte de l'officier du prince et de la partie; car, encore que toutes encloîtres de chanoines et maisons de religion jouissent de leurs immunités et franchises, toutefois, la maison des Mineurs est ordinairement principal réceptacle de tels galands, chose fort à propos concédée et accordée pour subvenir aux bons, afin que leur innocence soit quelquefois gardée; mais les mauvais en abusent en s'en appuyant. Outre ce, la maison ou bien quelques salles sont subjectes, quand le général conseil de la cité s'assemble, de servir de réceptacle ; aussi, quand les bourguemaîtres sortent de dignité, leur année étant expirée, après avoir au palais remercié la bourgeoisie, les maîtres de métiers et autres officiers de la cité, s'assemblent auxdits Frères Mineurs et illec offrent le comportement de leur estat, pendant l'année de leur consulat, aux syndics de la cité, et là, chacun peut librement démener s'il sçait quelque faute estre advenue pendant ladite année, pour par lesdits syndics estre annotée . »

### Installation
L'église fut consacrée en 1245 par Robert de Langres. L'intérieur se compose de trois nefs.
C'est de cette époque que date leur église conventuelle dédiée au saint franciscain Antoine de Padoue. Les vitraux de cette église sont couverts d'armoiries et d'inscriptions funéraires, aujourd'hui fort endommagées.
Hélène de Tournon accompagnait, en qualité de dame d'honneur, Marguerite de Navarre, lors du séjour que fit cette reine à Liège en 1577; trahie par son amant, le marquis de Varabon, la pauvre Hélène ne put se familiariser avec l'idée de le voir dans les bras d'une rivale; elle mourut à Liège, de désespoir et d'amour, et fut enterrée aux Mineurs.
Sous l'épiscopat d'Érard de La Marck, le couvent servait de marché aux choux, au beurre, aux fromages. À partir de 1577, l'arsenal de la ville y fut entreposé.

### XVIIesiècle
Les bâtiments du couvent étaient contemporains de l'église, jusqu'à leur complète transformation, dans le troisième quart du XVIIe siècle pour faire place à un ensemble imposant de constructions de style mosan. L'église est enrichie d'une façade baroque monumentale puis, au siècle suivant, de stucs de style rococo.

### Révolution française
À la révolution liégeoise, le couvent est supprimé. Les frères quittent le couvent en 1796. Celui-ci est divisé en cinq lots et vendu aux enchères à des particuliers en 1798. Il connaît alors les emplois les plus divers : remise pour les houilles, pour les pompes d'incendie, dépôts alimentaires, locations de chars à bras... 
L'église demeura quelque temps fermée à l'époque de l'occupation française ; on y donna comme dans plusieurs autres de nos édifices religieux, des fêtes dites nationales. Elle devient paroissiale dès 1803 et le restera jusqu'en 1977.

### XXeetXXIesiècles
Au XIXe siècle et au début du XXe siècle, les modifications et les transformations se multiplient. Un entrepôt est établi dans l'aile Sud du couvent.
En décembre 1944, en pleine Seconde Guerre mondiale, une bombe volante s'abat sur l'édifice et provoque de grosses destructions sur la maison Chamart (l'ancienne maison du supérieur de la communauté, qui porte le nom du dernier propriétaire de la maison), dans la cour du cloître et sur une partie de l'église Saint-Antoine.
À partir de 1951, une restauration du lieu est entreprise, dans le souci de rétablir l'état antérieur au XIXe siècle, avec un démontage suivi d'une reconstruction des façades, conformément aux recommandations de la Commission royale des Monuments et des Sites. Évidemment, l'ensemble de cette restauration profonde tenait compte également de la nouvelle mission qui était confiée à cet édifice : accueillir et exposer les collections du musée de la Vie wallonne. Les travaux sont dirigés entre 1963 et 1971 par les architectes Séverin et Francotte. Ces travaux mettent également au jour des galeries souterraines, appelées areines, qui servaient au démergement des exploitations de houille situées sur les hauteurs de Liège. Elles permettaient également d'acheminer de l'eau potable dans les fontaines publiques.
À côté de la cour de l'ancien couvent, se distingue la maison Chamart qui était la demeure principale du supérieur de la communauté franciscaine.
En 1989, l'ensemble de l'édifice - y compris l'église Saint-Antoine, est cédé par bail emphytéotique à la province de Liège.
De 2004 à 2008, de profondes modifications sont entreprises par le Service provincial des bâtiments de la province de Liège. Un ascenseur vitré et des escaliers sont installés dans une tour vitrée pour faciliter l'accès aux étages supérieurs. En outre, pour permettre une circulation giratoire à chaque étage, l'ancienne coursive en bois, dont la construction datait des années 1960, est remplacée par une galerie vitrée de deux étages, qui permet d'observer la cour et le cloître.
Cette même cour est aménagée dans une forme plus contemporaine qui rend l'espace plus aisément utilisable que le cloître établi dans les années 1960.

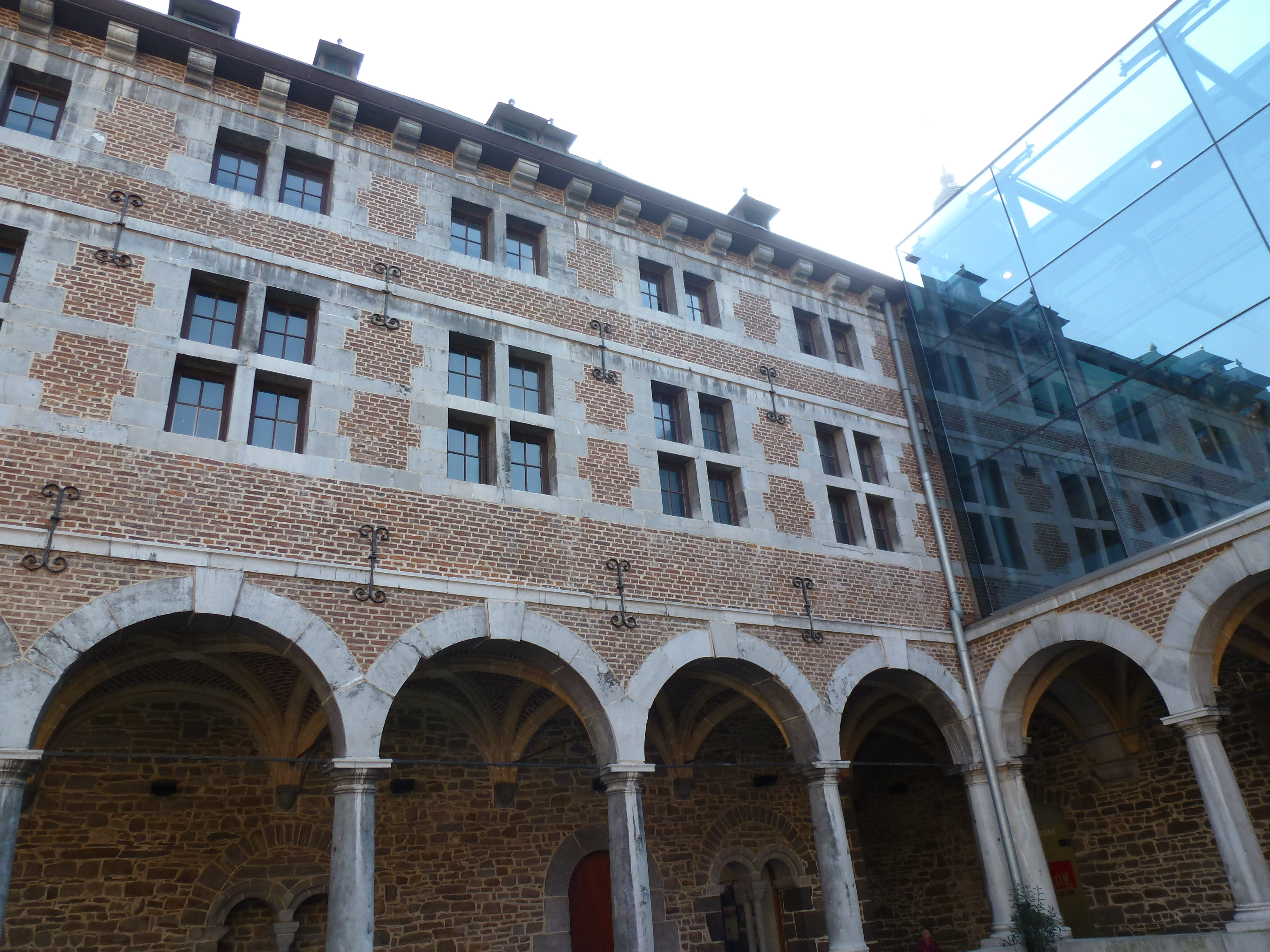
Vue de la galerie vitrée remplaçant l'ancienne coursive en bois.
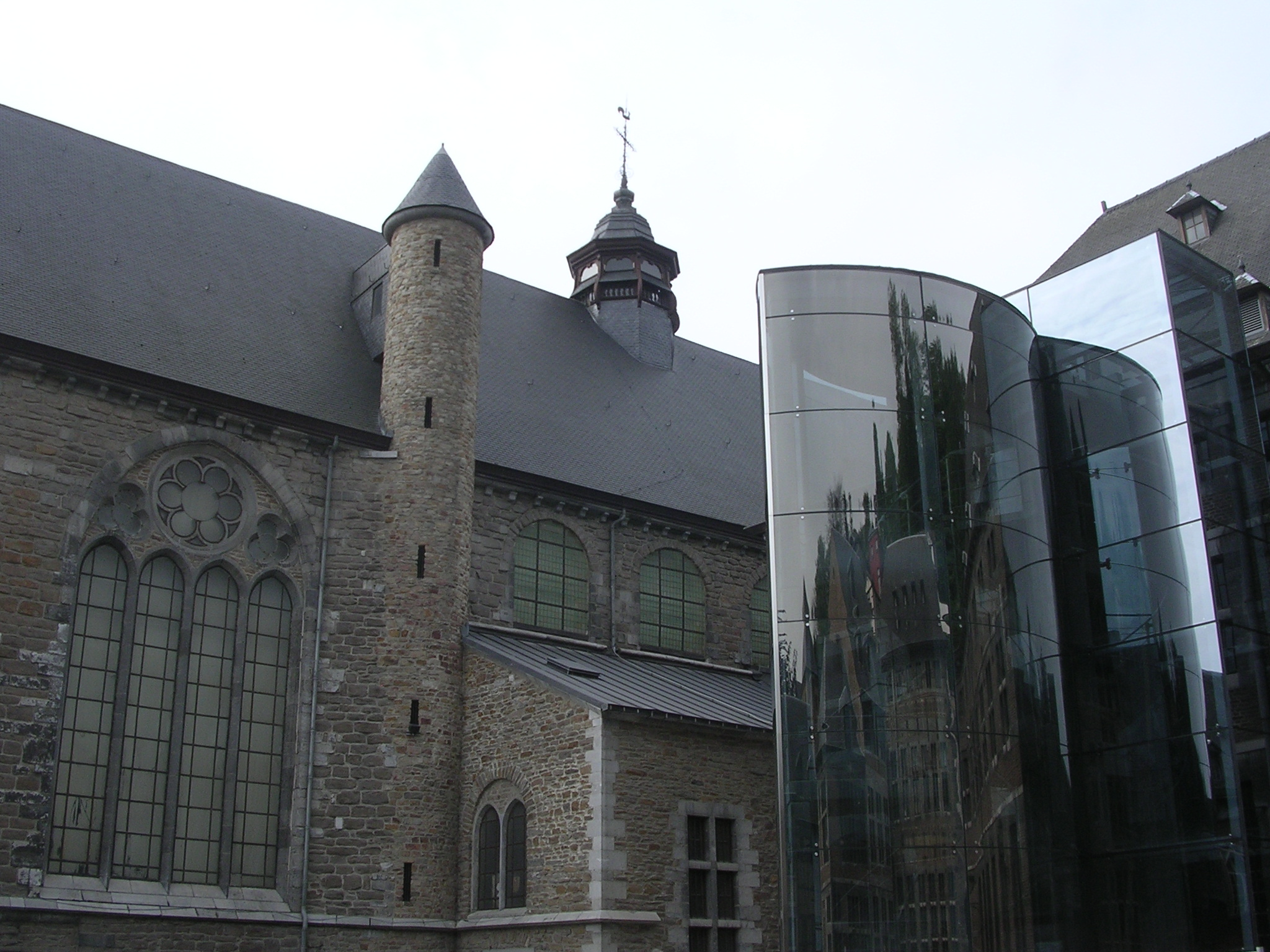
Le nouvel ascenseur panoramique, devant l'église Saint-Antoine

## Église Saint-Antoine

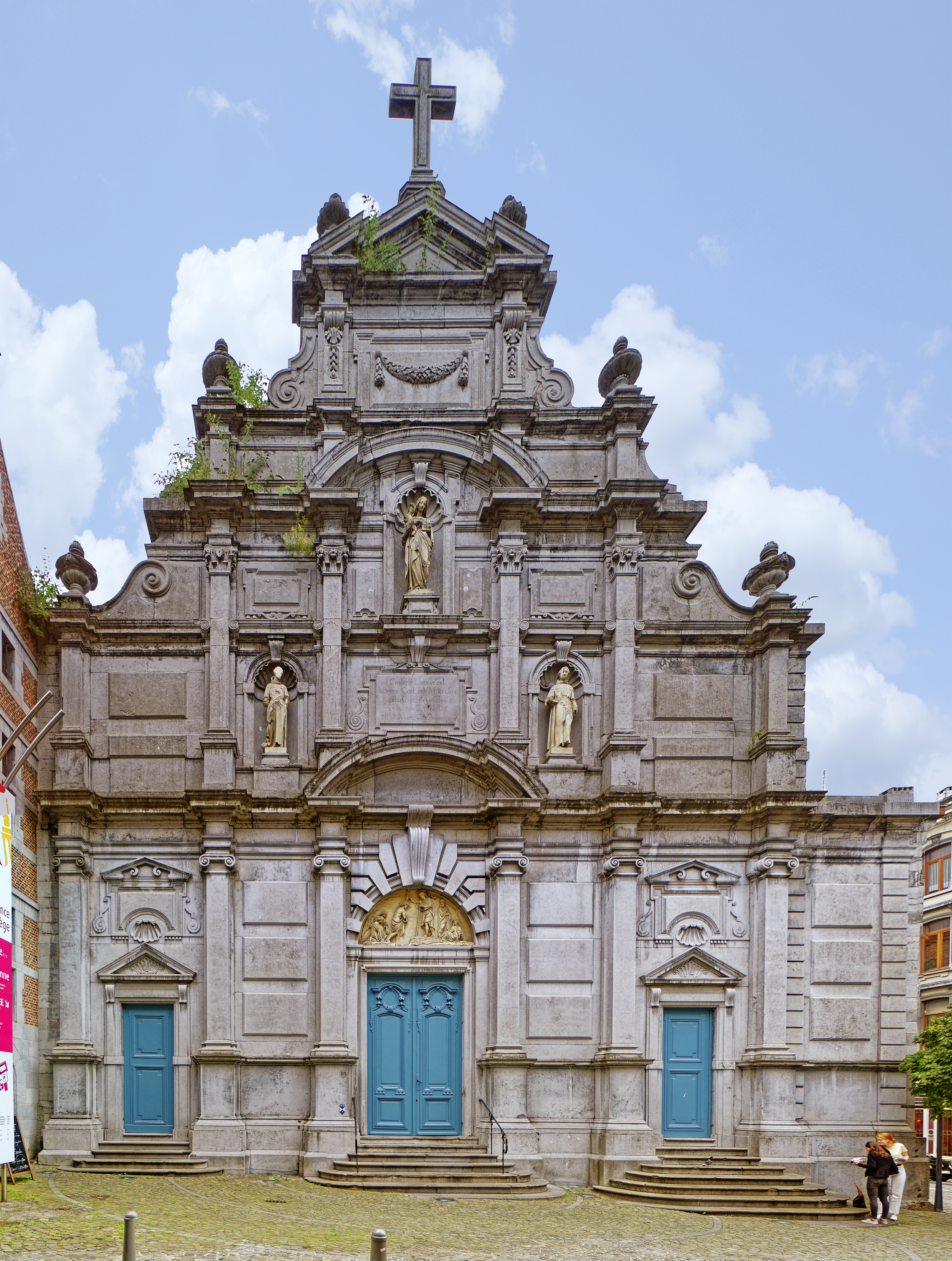
L'église Saint-Antoine de Liège

Vers 1240, les disciples de saint François d'Assise, déjà présents à Liège depuis la fin du premier quart du XIIIe siècle, s'installent en Hors-Château, à proximité du cœur de la ville, afin d'être en contact avec sa population.
Dédiée à saint Antoine de Padoue, l'église des Cordeliers est achevée en 1244 et affectée depuis le concordat de 1801 au culte paroissial. Elle reste, dans son gros œuvre de grès houiller, le témoin des débuts prometteurs de l'ordre franciscain à Liège. L'édifice ogival primaire, limitant la partie sud du couvent, est enrichi d'une façade monumentale baroque au XVIIIe siècle. L'intérieur est décoré dans le même style d'une ornementation de stucs. Cette décoration est parachevée au siècle suivant.

## Maison Chamart
Adossée à la colline, la maison Chamart porte le nom d'un de ses anciens propriétaires. Cette imposante construction se distingue du couvent proprement dit par ses façades ornées de cartouches et de blasons sculptés dans le tuffeau. Un passage relie le couvent à la maison Chamart.
Jadis résidence du gardien ou supérieur de la communauté franciscaine dont il abritait aussi la bibliothèque et les archives, ce bâtiment du XVIIe siècle subit, comme le couvent, de lourds dommages lors des bombardements à la fin de la Seconde Guerre mondiale.
De 1963 à 1971, un vaste chantier de restauration rend à la maison Chamart son cachet de 1620. Elle abrite aujourd'hui les services administratifs et scientifiques du musée de la Vie wallonne ainsi que le théâtre de marionnettes et le Centre de Documentation.

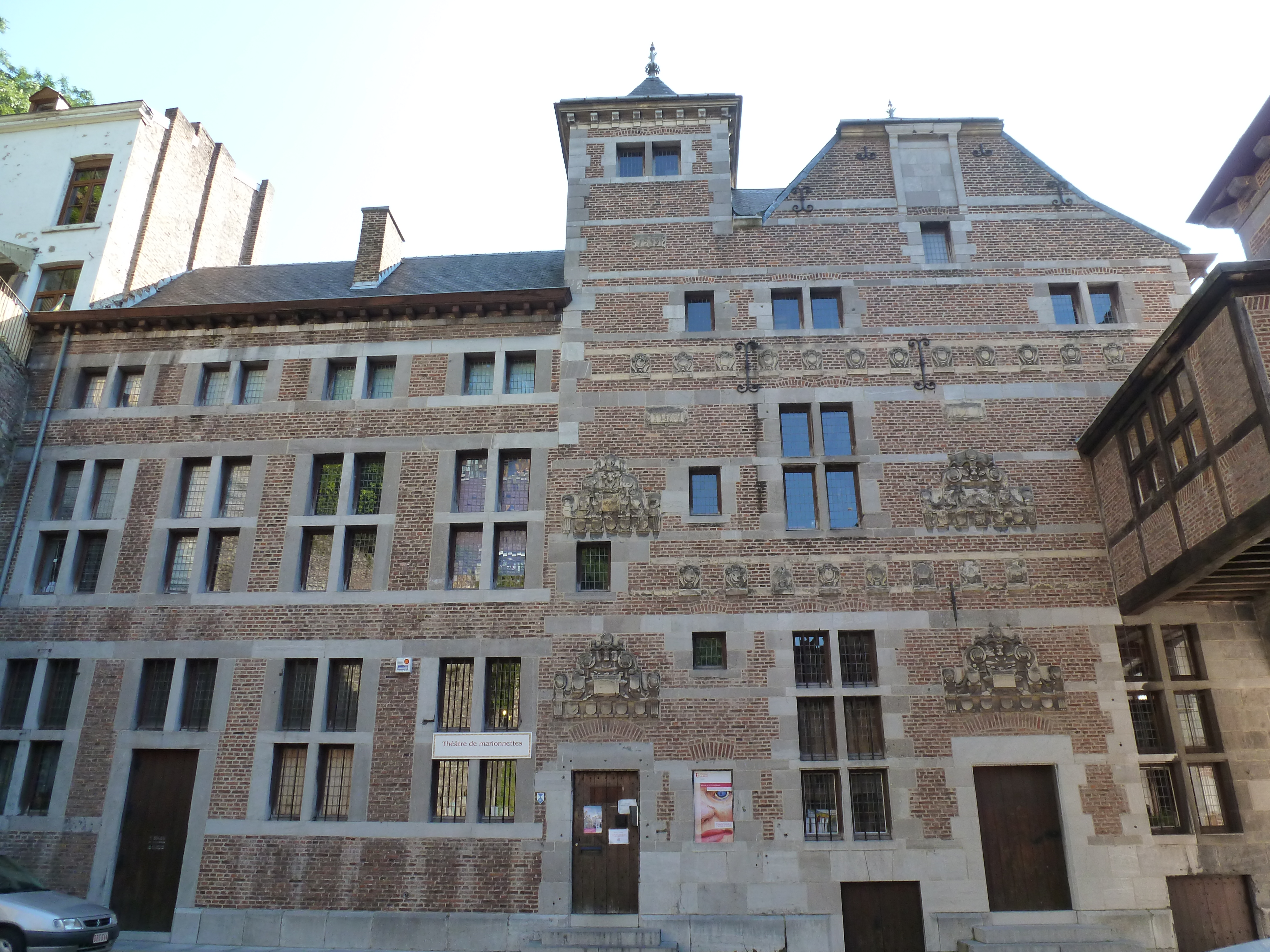
La maison Chamart
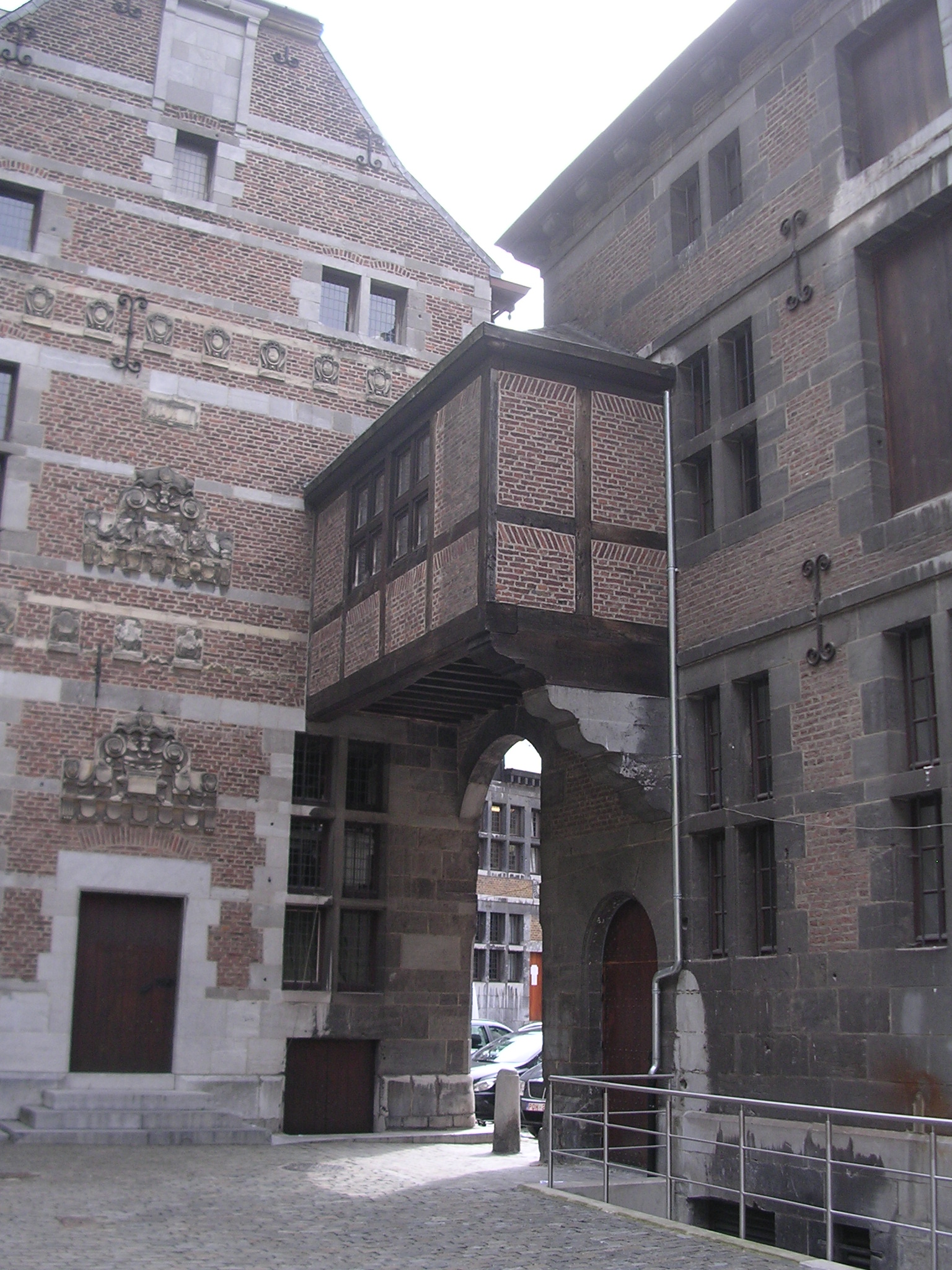
Un arvô, passage par-dessus la rue, typique des ruelles du Liège historique.

## Rôle des Cordeliers à Liège
Du XIIIe siècle à la fin de l'Ancien Régime, la communauté franciscaine dite des Cordeliers ou des Frères mineurs a été étroitement associée à la vie communale, sociale et populaire de la capitale de la Principauté. 
Au fil des siècles, ce couvent devient un lieu public : un refuge pour pauvres, pour coupables qui y recherchent le droit d'asile pour se soustraire à la justice des échevins ou du prince-évêque, pour l'accueil de plusieurs Bons Métiers de la ville : naiveurs, tailleurs, tisserands, mangons, pelletiers, chandelons, pêcheurs, porteurs aux sacs, etc. D'autres métiers, comme les barbiers, les chirurgiens ou les médecins y faisaient célébrer leurs fêtes patronales. Ils s'y retirent en corps, pour délibérer, quand les portes de La Violette leur sont fermées. Les Bons Métiers y tenaient leurs assemblées et plusieurs élections magistrales y eurent lieu dans les périodes les plus troublées de l'histoire communale. 
C'est encore là que, chaque année, les bourgmestres rendent compte de leur administration aux syndics de la Cité. 
Certains actes notariés, comme des contrats de mariage, y furent dressés. Vers 1460, y est signée la « Paix des Mineurs » lors d'un conflit entre Louis de Bourbon et la cité.
C'est enfin l'arsenal de la ville de Liège dès 1577 : c'est dans l'enceinte du couvent qu'étaient remisés les canons des milices liégeoises ainsi que le matériel destiné à lutter contre les incendies, assumée par les religieux eux-mêmes. Enfin les bourgeois de Liège se disputaient le privilège posthume d'être inhumés sous la bure franciscaine, dans le sous-sol de l'église ou du cloître.